# اورشلیم در یهودیت
اورشلیم در یهودیت (انگلیسی: Jerusalem in Judaism) از قرن ۱۰ قبل از میلاد، اورشلیم مقدس‌ترین شهر، کانون و مرکز معنوی یهودیان بوده‌است. اورشلیم مدت‌هاست که در آگاهی مذهبی یهودیان گنجانده شده‌است و یهودیان همیشه مبارزه پادشاه داوود برای تصرف اورشلیم و تمایل او برای ساختن پرستش‌گاه اورشلیم را در آنجا در کتاب‌های سموئیل و کتاب مزامیر مطالعه کرده و شخصی‌سازی کرده‌اند.